# 大花下
大花下（だいけげ）は、649年から664年まで日本で用いられた冠位である。大華下とも書く。19階のうち上から数えて8番目で、大花上の下、小花上の上に位置する。大化5年（649年）2月制定の冠位制度で、かつての大錦を大花上と大花下に分割して設けられた。天智天皇3年（664年）の冠位制度で大花は大錦に戻り、大錦上、大錦中、大錦下に三分した。

## 叙位された人物
『日本書紀』に現われる人物では、白雉5年（654年）に遣大唐押使になった高向玄理、斉明天皇7年（661年）8月に百済救援に出兵した前将軍阿曇比羅夫と後将軍阿倍引田比羅夫が大花下である。

## 木簡に書かれた冠位
大花下は15年間しか使われなかったので、この冠位が書かれた文字資料が出土すれば、年代を絞り込む手がかりになる。飛鳥京跡からは、1975年（昭和50年）に「大花下」と書いてある木簡と、表に「白髪部五十戸」、裏に3文字書かれている木簡が見つかった。1文字目は、今では使われない字で、左半分が「師」の左側と同じ、右半分が「皮」。2文字目は「十」、3文字目は「口」であった。五十戸は後の里にあたる地方行政単位である。つまり、白髪部という五十戸から物（鍬）が十個送られてきたのが、大花下の冠位の使用期間と推定できる。五十戸制の施行を示す資料として重要である。